# マーサ・マンスフィールド
マーサ・マンスフィールド（Martha Mansfield, 1899年7月14日 - 1923年11月30日）は、アメリカ合衆国の女優。
1923年11月30日、「The Warrens of Virginia」の撮影中に、スタッフの喫煙の為に用意された火のついたマッチが、誤って衣装に引火し、全身に大火傷を負って、搬送先の病院で死去。24歳だった。

## 出演作品
- 狂へる悪魔（ミリセント・カルー）